# Мінакамі

36°40′44″ пн. ш. 138°59′57″ сх. д. / 36.67889° пн. ш. 138.99917° сх. д.
Мінака́мі (яп. みなかみ町, みなかみまち, МФА: [mʲinakamʲi mat͡ɕi̥]) — містечко в Японії, в повіті Тоне префектури Ґумма. Великий туристичний центр, візитівкою якого є стародавні гарячі ванни Мінамікамі і Саруґакьо на термальних водах. Станом на 1 жовтня 2007 площа містечка становила 780,91 км². Станом на 1 серпня 2008 населення містечка становило 21 974 осіб.